# سامسونگ اس‌جی‌اچ-ئی۸۰۰
سامسونگ اس‌جی‌اچ-ای۸۰۰ یک‌نمونه از گوشی‌های تلفن همراه سری E شرکت سامسونگ می باشد که توسط همین شرکت به بازار عرضه شده‌است.